# جوهرة مسقط

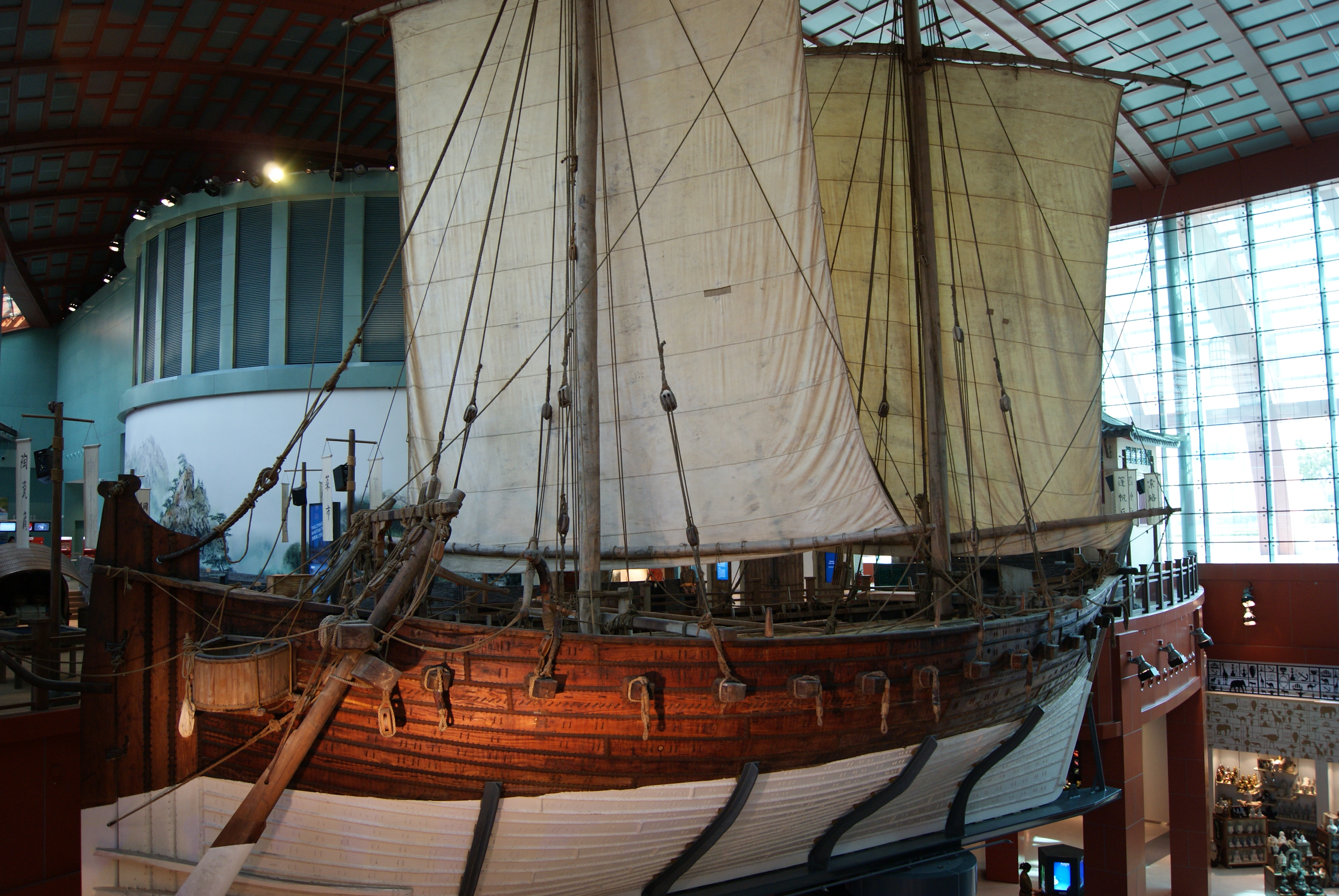
صورة لسفينة جوهرة مسقط

شكلت  جوهرة مسقط  السفينة الخشبية المصنعة في سلطنة عمان بلا مسامير، أو معادن، أو قطع حديدية حكاية روت للعالم أن التاريخ البحري العماني عاد ليسطر نفسه، عندما أبحرت هذه السفينة لمدة خمسة أشهر من التحديات، والمغامرة، والصراع مع أهوال البحر، وتقلبات الطقس؛ لتصل إلى محطتها الأخيرة «ميناء كيبل بيه» في سنغافورة هدية لشعبها، وخطت سلطنة عمان خطوة تاريخية جديدة في وقت تتصارع فيه الدول لبناء وتشييد أكبر السفن وأعتاها مستخدمة أقوى وأصلب المواد لتجابه السفن صراع الأمواج عبر المحيطات، وذلك حين أنجز مواطنوها صناعة سفينة رائعة ومتميزة بخصائصها وأسلوب بنائها.  

## تاريخ الجوهرة
تعود قصة جوهرة مسقط إلى قرون عديدة خلت، لكنها بدأت في العصر الحديث في عام 1998، عندما علقت بشباك مجموعة من الصيادين الكثير من الأواني الفخارية قبالة جزيرة بيلتانج في أندونيسيا.

## هدية سلطانية
أتت نقطة الانطلاق الحاسمة للمشروع بمباركة سامية من لدن السلطان قابوس بن سعيد سلطان عمان حيث تمثلت رؤية جلالته في بحث إمكانية إعادة بناء هذه السفينة بروح التراث البحري العماني العريق.

## تصميم الجوهرة
تم تعيين الدكتور توم فوسمر، وهو عالم في الأثار البحرية ولديه اهتمام كبير بتراث سلطنة عمان البحري، كمدير للبناء. تم على مدى عدة أشهر في عام 2007، إعداد تصاميم ورسومات مفصلة للسفينة استنادا إلى المعلومات المستمدة من الحطام.

## عملية البناء
تم تجهيز ساحة لبناء السفن في قرية قنتب الواقعة على طول ساحل مدينة مسقط القديمة، كما تم أيضا تعيين فريق دولي وعماني يتكون من علماء آثار ونجارين وعمال حبال لتولي تلك المهمة الصعبة المتمثلة في بناء جوهرة مسقط، وتعود طريقة تثبيتها إلى 1200 سنة إذ تجمع الألواح الخشبية معا بواسطة حبال من ألياف جوز الهند المغزولة يدويا (دون استخدام مسمار أو برغي واحد)، وصنعت بحوالي عشرين طنا من أخشاب السدر العماني والسمر والتيك.

## تدشين السفينة
كانت عملية تدشين السفينة سباقا محموما مع الزمن حيث كان ينبغي تجهيز كل شئ لحركة المد العالية اللازمة لدفع السفينة؛ لتطفو على سطح البحر بسلام، حيث بلغ طولها 18 مترا، وعرضها 6 أمتار، ويوجد بها ساريتان، ارتفاع كل سارية 17 مترا، ولكل شراع عارضتان الأولى طولها 10  أمتار، وللجوهرة دفتان طول الواحدة 3 متر.

## الإستعداد للإبحار
أكملت الجوهرة أولى تجارب الإبحار قبالة الساحل العماني بالقرب من مسقط، وفي الأسابيع التالية واجه القبطان صالح الجابري، وباقي أفراد الطاقم تحديا كبيرا يتمثل في تعلم كيفية الإبحار بسفينة يعود تاريخها إلى ألف سنة باستخدام حبال، وتجهيزات تقليدية وأشرعة مصنوعة من القماش الثقيل.

## بدء الإبحار
في تمام الساعة الثانية عشرة ظهرا في السادس عشر من فبراير الموافق غرة ربيع الأول 1431 هجري، أرخت الجوهرة مراسيها إيذانا ببدء المحطة الأولى من رحلتها التاريخية إلى سنغافورة حيث كان في وداعها جمع غفير من المواطنين والمسؤولين. 

## الحياة على سطح الجوهرة
أبحرت جوهرة مسقط في 16 فبراير 2010 من ميناء قابوس ؛ لتخوض خليج عمان وبحر العرب وخليج البنغال ومضيق ملقا متخطية أعاصير عاتية وأهوالا بحرية عديدة، مدعومة بكفاءة الطاقم الملاحي المستند بإرث تاريخي سطرته عمان في صفحات التاريخ، خاصة أنها اقتفت أثر الطريق الذي سلكه العمانيون القدامى منذ 1200 عام مستخدمة وسائل الإبحار التاريخية مهتدية بالنجوم؛ ولإنها بلا محركات اعتمدت الجوهرة اعتمادا كاملا على أشرعتها.

## تراث خالد
في اكتوبر 2011، بدأ عرض جوهرة مسقط للزوار في مكانها الدائم المتحف التجريبي البحري في دنيا المنتجعات في سنتوسا بسنغافورة، وتشكل الجوهرة التحفة الرئيسية في معرض كبير يحكي قصة طريق الحرير البحري.